# Gielow
Gielow är en kommun och ort i Landkreis Mecklenburgische Seenplatte i förbundslandet Mecklenburg-Vorpommern i Tyskland.
Kommunen ingår i kommunalförbundet Amt Malchin am Kummerower See tillsammans med kommunerna Basedow, Faulenrost, Kummerow, Malchin och Neukalen.